# Porteño
Porteño betekent uit de haven of wonend in de haven in het Spaans. Deze benaming wordt gebruikt om een inwoner van Buenos Aires, Argentinië aan te duiden, maar ook (soms) voor de inwoners van de volgende steden:
- Valparaíso
- Veracruz
- Cortés

De steden zijn allemaal bekend om hun havens.